# Issus coleoptratus
De klimopkevercicade (Issus coleoptratus) is een insect uit de familie van de kevercicaden (Issidae) in de infraorde lantaarndragerachtigen (Fulgoromorpha) die behoort tot de orde halfvleugelige insecten (Hemiptera) en de onderorde cicaden ('
Auchenorrhyncha).

## Beschrijving
De soort kan 5,5-7,0 mm lang worden, de kleur van het insect kan variëren van lichtbruin en olijfgroen tot bijna zwart en de voorvleugels zijn voorzien van een netwerk aan fijne adertjes. De nerven van de voorvleugels zijn in ieder geval gedeeltelijk donkerbruin. Het nerfpatroon van mannelijke en vrouwelijke dieren verschilt (seksueel dimorfisme). Terwijl de venatie van de vrouwtjes in het achterste gebied oplost in een netwerk van fijne aderen, zijn de belangrijkste lengtenerven van de mannetjes altijd duidelijk zichtbaar.
Het hoofd, inclusief de ogen, is smaller dan het pronotum (pronotum). Het voorhoofd (frons) is meestal donkerbruin tot zwart in het bovenste derde deel met hier en daar lichtere vlekken. In het onderste gedeelte is dit groenachtig, geelachtig of bruinachtig zonder verdere donkere markeringen en altijd zonder lichte dwarsband. De zeer vergelijkbare maar zeldzamere boomkevercicade (Issus muscaeformis) heeft zo'n dwarsband.

## Nimfen
Fulguromorpha  nimfen hebben een kleine, tandwiel-achtige structuur op elk van hun achterpoten. Deze tandwieltjes hebben tanden die in elkaar grijpen en houden de poten gesynchroniseerd als het insect springt. Deze tandwielen zijn de eerste, volledig functionerende, in elkaar grijpende tandwielen ontdekt in de natuur. De insecten verliezen deze radertjes als ze volwassen worden. 
Soms is zichtbaar dat nimfen die levend plantmateriaal gegeten hebben, lange wasachtige filamenten (van 1,0-2,0 mm lengte) afscheiden vanaf dorsale poriën boven de anus. Het exacte doel van deze klieren is nog niet bekend. Bij andere cicadesoorten is dit beschreven als zou dit een rol spelen bij de veilige verwijdering van honingdauw door het bekleden van de uitgescheiden druppeltjes met wasachtige strengen waardoor ze besmetting van het lichaam voorkomen.

## Levenswijze
Er is slechts een generatie per jaar.  Het diertje kan springen maar is niet in staat om te vliegen, in tegenstelling tot de meeste leden van zijn familie. 
De insecten leven op bomen, struiken en lianen op vochtige tot droge locaties, zowel in gesloten loof- en gemengde bossen als in halfopen boomopstanden (bosranden, parken, begraafplaatsen). Ze zijn ook te vinden op geïsoleerde bomen. De dieren zijn niet erg kieskeurig over hun voedsel (polyfaag) en voeden zich met het floëemsap van houtige waardplanten. Ze lijken een voorkeur te hebben voor klimop (Hedera helix) maar voeden zich ook met bomen zoals lindes (Tilia), eiken (Quercus), esdoorns (Acer), berken (Betula), iepen (Ulmus) en Corylus. 
De klimopkevercicade vormt één generatie per jaar. De volwassen dieren worden voornamelijk gevonden van eind juni tot half oktober, in warmere streken al eind mei. De larven overwinteren op klimop, liguster, jeneverbes, taxus en ook in bladafval.

## Verspreiding
De klimopkevercicade (is een veelvoorkomend insect in het westelijk Palearctisch gebied. Waar de soort vroeger alleen in Zuid Limburg voorkwam heeft ze zich sinds 2000 over het hele land uitgebreid. 

## Afbeeldingen

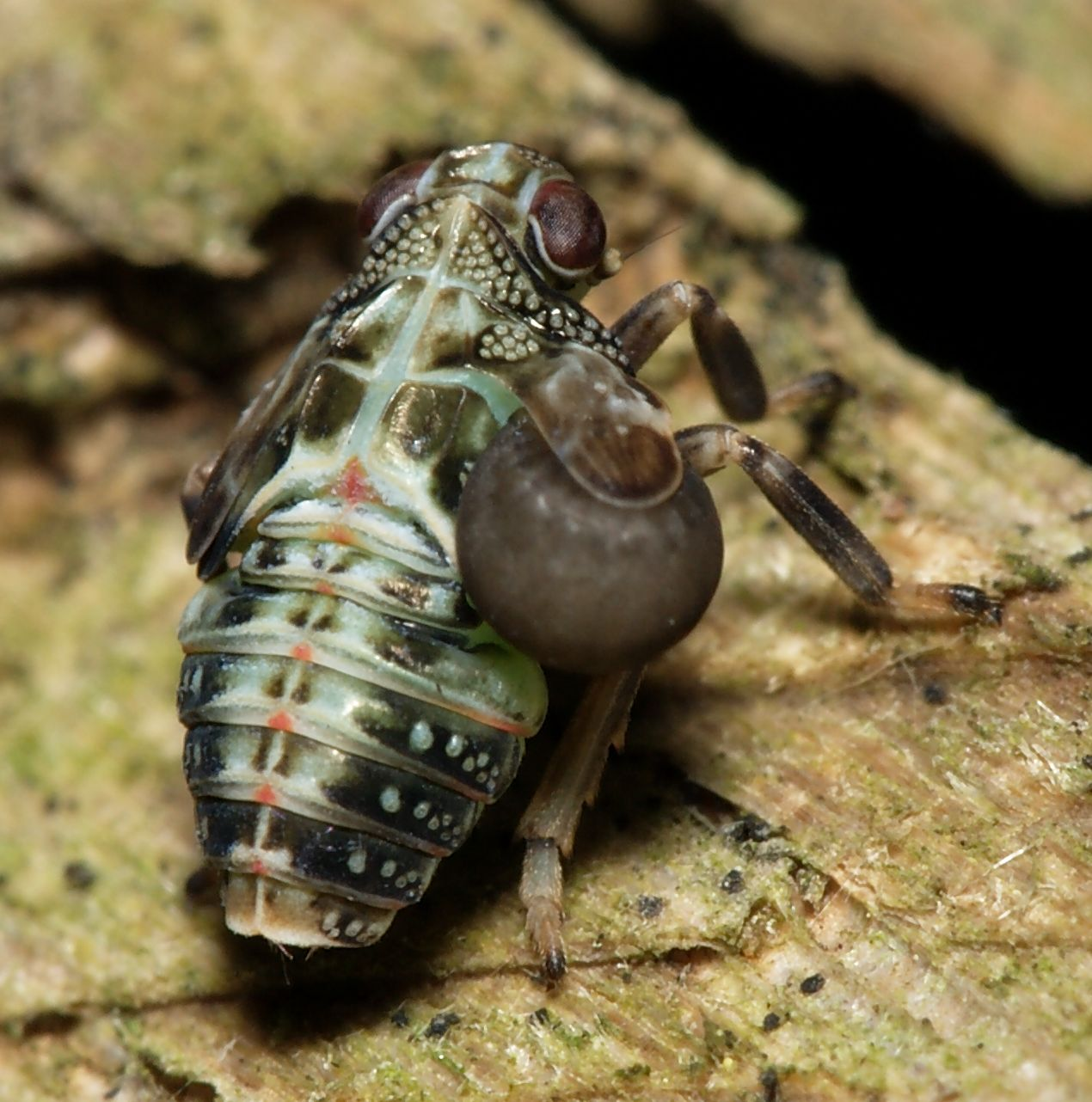
Nimf met parasitaire tangwesplarve
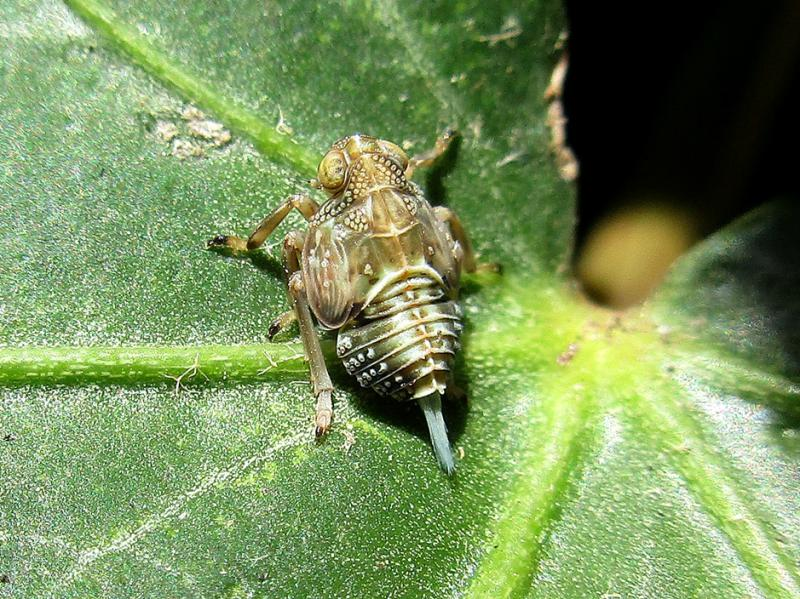
Nimf met zichtbare wasachtige strengen
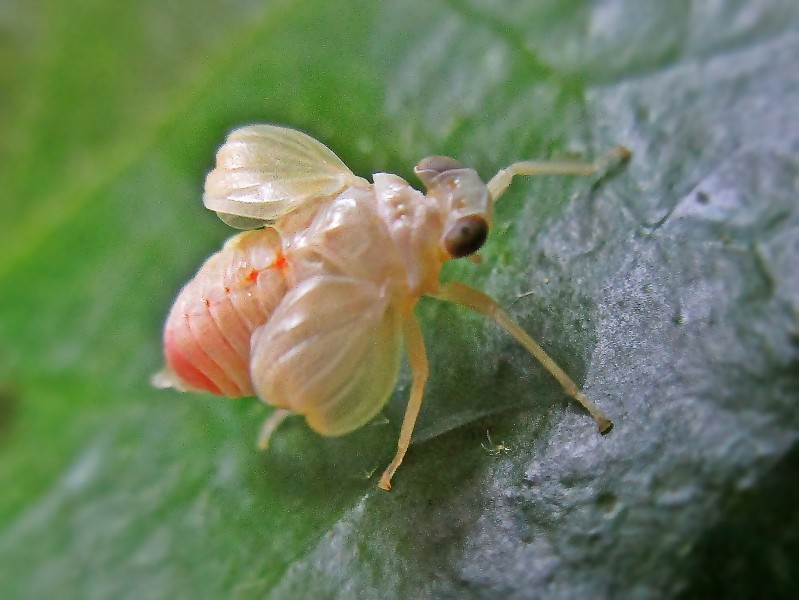
Heel jonge nimf
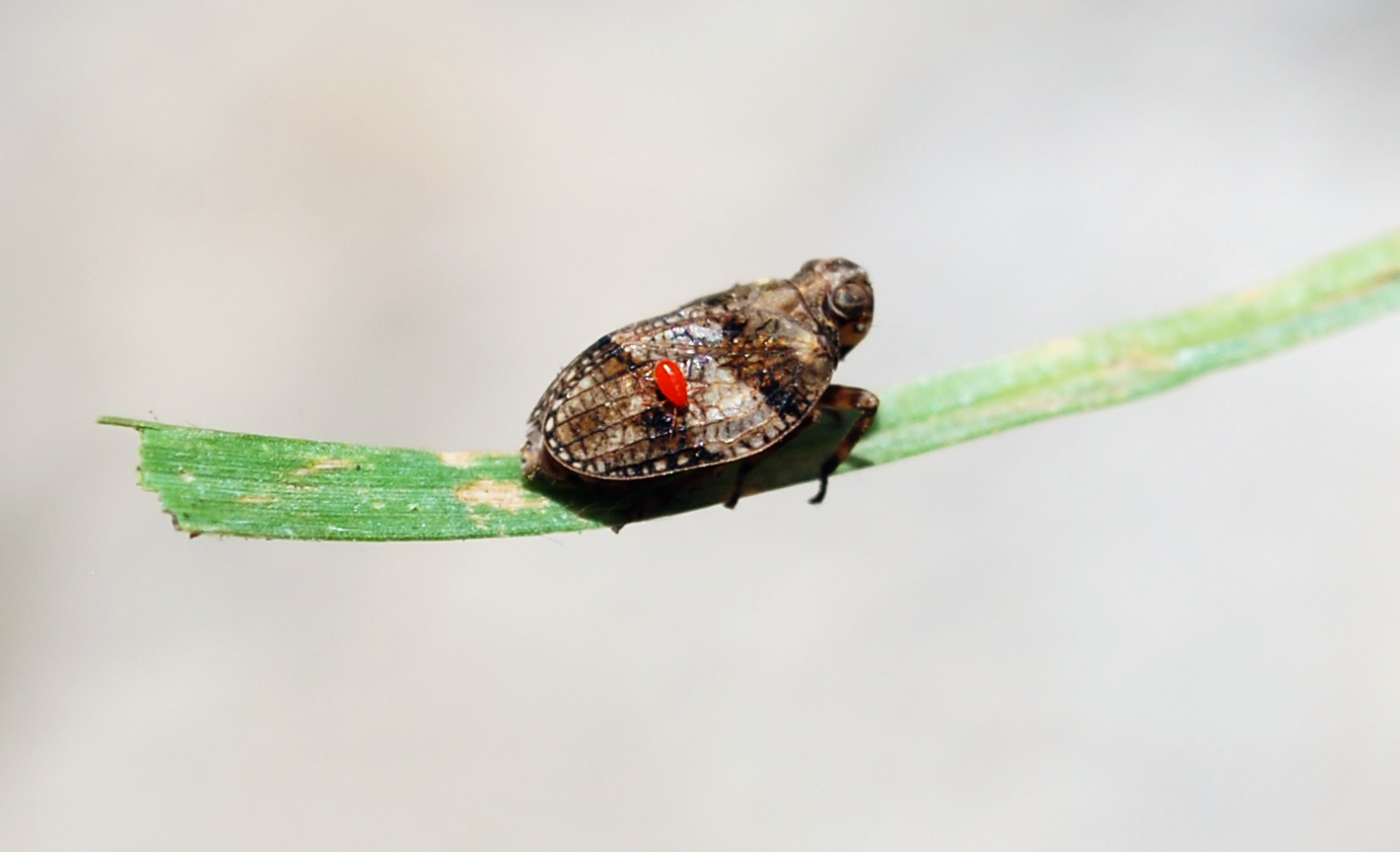
Volwassen exemplaar met mijt
- Filmpje van de nimf